# Kanada na Zimních olympijských hrách 2014
Kanada se účastnila Zimní olympiády 2014. Zastupovalo ji 220 sportovců v 14 sportech.

## Medailisté
| Medaile | Jméno | Sport                | Soutěž               |
| ------- | --- | -------------------- | -------------------- |
| Zlato   | Justine Dufourová-Lapointeová | Akrobatické lyžování | Ženy jízda v boulích |
| Zlato   | Alexandre Bilodeau | Akrobatické lyžování | Muži jízda v boulích |
| Zlato   | Charles Hamelin | Short track          | Muži 1500 m          |
| Zlato   | Dara Howellová | Akrobatické lyžování | Ženy slopestyle      |
| Zlato   | Kaillie Humphriesová Heather Moyseová | Boby                 | Ženy dvojice         |
| Zlato   | Jennifer Jonesová Kaitlyn Lawesová Jill Officerová Dawn McEwenová Kirsten Wallová                                                                   | Curling              | Ženy                 |
| Zlato   | Družstvo žen | Lední hokej          | Ženy lední hokej     |
| Zlato   | Marielle Thompsonová | Akrobatické lyžování | Ženy skikros         |
| Zlato   | Brad Jacobs Ryan Fry E. J. Harnden Ryan Harnden Caleb Flaxey                                                                                        | Curling              | Muži                 |
| Zlato   | Soupiska mužů | Lední hokej          | Muži lední hokej     |
| Stříbro | Chloé Dufourová-Lapointeová | Akrobatické lyžování | Ženy jízda v boulích |
| Stříbro | Patrick Chan Meagan Duhamelová Scott Moir Kirsten Mooreová-Towersová Dylan Moscovitch Kaetlyn Osmondová Eric Radford Kevin Reynolds Tessa Virtueová | Krasobruslení        | Týmová soutěž        |
| Stříbro | Mikaël Kingsbury | Akrobatické lyžování | Muži jízda v boulích |
| Stříbro | Denny Morrison | Rychlobruslení       | Muži 1000 m          |
| Stříbro | Patrick Chan | Krasobruslení        | Muži jednotlivci     |
| Stříbro | Dominique Maltaisövá | Snowboard            | Ženy snowboardcross  |
| Stříbro | Mike Riddle | Akrobatické lyžování | Muži U rampa         |
| Stříbro | Tessa Virtueová Scott Moir | Krasobruslení        | Taneční páry         |
| Stříbro | Marie-Ève Drolet Jessica Hewitt Valérie Maltaisová Marianne St-Gelais                                                                               | Short track          | Ženy štafeta 3000 m  |
| Stříbro | Kelsey Serwaová | Akrobatické lyžování | Ženy skikros         |
| Bronz   | Mark McMorris | Snowboarding         | Muži slopestyle      |
| Bronz   | Kim Lamarreová | Akrobatické lyžování | Ženy slopestyle      |
| Bronz   | Denny Morrison | Rychlobruslení       | Muži 1500 m          |
| Bronz   | Jan Hudec | Alpské lyžování      | Muži super G         |
| Bronz   | Charle Cournoyer | Short track          | Muži 500 m           |